# Ammannia cymosa
Ammannia cymosa är en fackelblomsväxtart som först beskrevs av Immelman, och fick sitt nu gällande namn av S.A.Graham och Gandhi. Ammannia cymosa ingår i släktet Ammannia och familjen fackelblomsväxter. Inga underarter finns listade i Catalogue of Life.